# منطقة مراد أباد
مراد أباد رمزها «MO» (بالإنجليزية: Moradabad)‏ ، هو تقسيم إداري لدولة الهند تتبع ولاية أتر برديش (بالإنجليزية: Uttar  Pradesh)‏ ، مركزها هو مدينة مراد أباد (بالإنجليزية: Moradabad)‏ عدد سكانها حسب تعداد سنة 2001 هو 3,749,630 ، مساحتها 3,648 كم² وكثافة السكان 1,028 لكل كم² .

## أعلام
- محمد يوسف أنصاري
- كمال سينغ مالك
- جوفيند سواروب